# Orgeln der Sankt-Jakobi-Kirche (Stralsund)
Der Artikel Orgeln der Sankt-Jakobi-Kirche Stralsund beschreibt die Geschichte der Hauptorgel in der Stralsunder St.-Jakobi-Kirche.

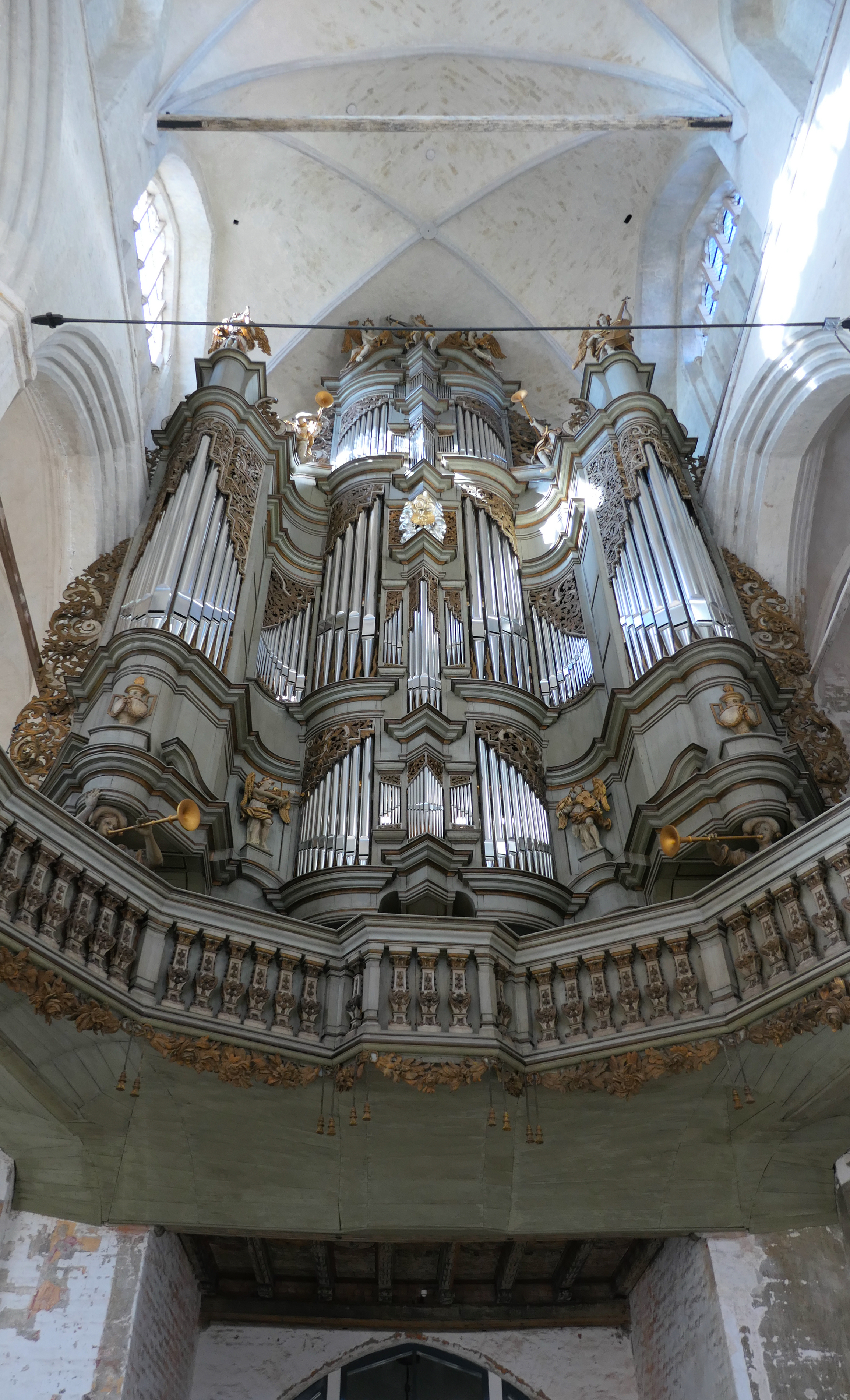
Die Orgel der St.-Jakobi-Kirche in Stralsund (2020)

Das heutige Instrument ist das vierte in der Geschichte der großen Orgeln in der St.-Jakobi-Kirche. Das erste stammte aus dem 16. Jahrhundert. Sein Nachfolgeinstrument, eine barocke Orgel, wurde in den Jahren 1732 bis 1741 von Christian Gottlieb Richter mit dem noch heute erhaltenen barocken Prospekt geschaffen. Die dritte Orgel der Jakobikirche, im 19. Jahrhundert von Friedrich Albert Mehmel mit vier Manualen, Pedal und 69 Registern gebaut, war die größte der in den drei Stralsunder Pfarrkirchen vorhandenen Orgeln. Diese legendäre Mehmel-Orgel war seit dem Zweiten Weltkrieg nicht mehr spielbar; eine zunächst geplante Rekonstruktion wurde zugunsten eines Neubaus aufgegeben. Die heutige Orgel wurde hinter dem historischen Prospekt im Stil des Barock 2019/2020 von der Orgelwerkstatt Wegscheider gebaut. Sie verfügt über 51 Register, die auf drei Manuale und Pedal verteilt sind, und bezieht drei Mehmel-Register im Pedal ein.

## Hauptorgel

### Erste Orgel (16. Jahrhundert)
Die Orgel der Jakobikirche in Stralsund wird erstmals in einem „anno 82“ datierten Text erwähnt; wahrscheinlich ist das Jahr 1582 gemeint. In diesem, im Archiv der Kirchgemeinde erhaltenen Text werden Arbeiten an der Orgel, wie die Vergoldung des Instruments, eine Verlegung des Orgelchores sowie verwendete Materialien und ein Orgelbauer Nicolai erwähnt. Bei diesem Orgelbauer könnte es sich um Nikolaus Maaß handeln.
In einem Reparaturvorschlag vom 2. März 1633 wird diese Orgel wieder genannt. Dieser sieht die Reinigung der Laden, das Stimmen und „gelindere“ Intonieren der Pfeifen, die Anfertigung neuer Mundstücke, den Ersatz des Kornetts durch einen kleinen Schalmeienbass sowie Arbeiten am Rückpositiv und weitere Ergänzungen vor. Eine Quittung über den für die Arbeiten erhaltenen Lohn ist durch Paul Ludemann unterzeichnet. Dieser stammte nach Hellmuth Heyden aus Pasewalk.
Der Orgelbauer Johann Jaster, nach Heyden aus Altentreptow stammend, zeichnete einen weiteren Reparaturvorschlag dieser Orgel. Aus diesem geht auch die Disposition hervor, ohne allerdings Angaben zu den Fußtönen zu machen:
| I „Rückpositiff“ G–g2 |
| K Principal           |
| 0 Quintaden           |
| ? Gedackt             |
| 0 Octava              |
| 0 Querflöth           |
| 0 Sup octava          |
| 0 Cimbel              |
| 0 Trumpten            |
| 0 Harpen              |

| II „Das Groß Werck“ G–g2 |
| G Principal              |
| G Gedackt                |
| K Principal              |
| 0 Octava                 |
| 0 Süpvet                 |
| K Gedackt                |
| 0 Offenflöht             |
| W Cimbel, Mixtur         |
| 0 Vagruth                |

| „Baß stimmen“ (Pedal) |
| Unter Satz            |
| Gedackt               |
| Flöhten Bas           |
| Trumpten              |
| Schalmey              |
| Cornet                |

Der Umfang der Manualklaviatur ist aus späteren Angaben zum Werk anzunehmen.
Der Organist Friedrich Schuck forderte am 2. Juli 1653 eine Reparatur der Orgel; er wollte die Anwesenheit Friedrich Stellwagens, der gerade die Orgel der Stralsunder Johanniskirche gefertigt hatte, ausnutzen. Im Jahr 1659 reparierte Friedrich Stellwagen nach Fertigstellung der Orgel der Marienkirche die Orgel in St. Jakobi. Eine von Stellwagen gezeichnete Quittung stammt vom 9. November 1659.
Am 19. August 1699 urteilte der Orgelbauer Johann Engelbrecht Gerhardi aus Rostock, dass die Orgel „(…) ein altes zerstücktes und zerpflücktes Werck und nichts nutze (…)“ sei.

### Zweite Orgel (18. Jahrhundert)
Die Provisoren St. Jakobis brachten einen Antrag auf Neubau einer Orgel in den Senat der Stadt ein, der am 5. März 1732 verhandelt wurde. Am 24. März 1732 stimmte der Senat dem Antrag zu, den Orgelbauer Christian Gottlieb Richter aus Stettin mit einem Neubau zu beauftragen. Vorgesehen war seitens der Provisoren, den Neubau auf einer Empore an der Südseite der Kirche zu errichten. In dem Vertrag zwischen Senat und Christian Gottlieb Richter vom 7. Juli 1732 wurde die Standortfrage allerdings offengelassen. Der Senat legte am 20. August 1732 den Standort auf einer Empore über dem Westportal der Kirche fest, was die bisherige Projektierung des Orgelbauers hinfällig machte. Richter verzichtete jedoch auf einen Zusatzvertrag – später schrieb er, er habe unter hohem Konkurrenzdruck gestanden – und unterzeichnete den Vertrag. Die Arbeiten des Orgelbauers waren fortan von Streitigkeiten zwischen ihm und dem Senat überschattet. Die ausgeführte Disposition wich letztlich von der ursprünglich geplanten grundlegend ab.
Unter Verwendung einer größeren Zahl von Registern der ersten Orgel baute Richter bis 1741 an dem neuen Instrument.
Der neue Standort ließ eine neue, weit größere Dimensionierung der Orgel zu. Für die Arbeiten sah ein Antrag der Provisoren der Kirche vom 5. März 1732 Kosten in Höhe von 2592 Reichstalern vor. Davon entfielen 1672 Reichstaler auf Richters Vorschlag zum Bau, weitere 350 Reichstaler für die Arbeit des Bildhauers Michael Möller, 270 Reichstaler für den Zimmermann Höppner und 300 Reichstaler für den Tischler Pirlstiber. Christian Gottlieb Richter reichte einige Nachforderungen ein, da das Werk von den Plänen stark abwich. Am 10. Februar 1740 korrigierte Richter seine Forderung, die sich nun auf 1826 Reichstaler und 44 Schillinge belief. Die Provisoren von St. Jakobi verweigerten ihm allerdings das gewünschte Zeugnis über seine Arbeit mit der Begründung, dass die Orgel defekt sei. Nach wochenlangem Streit wurde am 19. Juli 1741 eine Endabnahme des Instruments durchgeführt. Die drei Organisten der Jakobikirche, Christopher Raupsch, Daniel Schön und Jacob Artmer bescheinigten, dass die Orgel „ein gutes werck“ sei. In dem Zeugnis wird auch die Disposition genannt:
| I Unterwerk CD–c3 |        |
| Prinzipal         | 08′    |
| Gedackt           | 08′    |
| Gedackt           | 04′    |
| Flöte Travers     | 04′    |
| Octave            | 04′    |
| Super octave      | 02′    |
| Quinta            | 01 ⁄2′ |
| Cimbel Mixtur III |        |

| II Hauptwerk CD–c3 |     |
| Prinzipal          | 16′ |
| Octave             | 08′ |
| Octave             | 04′ |
| Octave             | 02′ |
| Gedackt            | 08′ |
| Gedackt            | 04′ |
| Quinta             | 03′ |
| Mixtur VI          |     |
| Tertian in duplo   |     |
| Quintadena         | 16′ |
| Spielflöte         | 08′ |
| Trumpete           | 16′ |
| Vox humana         | 08′ |
| Cimbelstern        |     |
| Tremulant          |     |

| III Oberwerk CD–c3  |     |
| Prinzipal           | 08′ |
| Gedackt             | 08′ |
| Quintadena          | 16′ |
| Octave              | 04′ |
| Superoctave         | 02′ |
| Quinta              | 03′ |
| 6 quialter in duplo |     |
| Mixtur V            |     |
| Trumpete            | 08′ |
| Gemshorn            | 16′ |

| Pedal CD–d1    |     |
| Prinzipal      | 16′ |
| Subbass        | 16′ |
| Gedackt        | 08′ |
| Octave         | 08′ |
| Octave         | 04′ |
| offene Flöte   | 04′ |
| Fagot          | 16′ |
| Trumpete       | 08′ |
| Schalmey       | 04′ |
| Posaune        | 16′ |
| Groß Untersatz | 32′ |

Hauptwerk, Oberwerk, Pedal und Unterwerk waren in einem Hauptgehäuse zusammengefasst; klanglich wurden damit das Oberwerk und das Unterwerk zu Nebenwerken. Die Gestaltung des Prospekts zeichnete sich durch abgewogene Proportionen aus und wurde bewundert.
Im Jahr 1751 musste die Orgel jedoch wegen baulicher Mängel generalüberholt werden. Der Lübecker Orgelbauer Christoph Julius Bünting stellte die Mängel in einer Aufstellung mit Kostenvoranschlag zusammen („Specification Denen Defecten die sich bey hisiger Orgel in der St:Jacobi Kirche gemercket sind“). Danach gab es Mängel an den Windladen und Ventilen, eine schwerfällige Mechanik, zu wenig Windkanäle und zudem eine schlechte Windkanalführung und schlecht konstruierte Blasebälge. Auch an den Pfeifen sind diverse Mängel benannt. Bünting forderte zudem einige Veränderungen an den Pfeifen. Bis zu 1000 Pfeifen wollte er neu anfertigen lassen. Für seine Arbeiten veranschlagte er zwischen 800 und 1000 Reichstaler. Am 28. Mai 1751 wurde ihm ein gutes Zeugnis für die Arbeiten ausgestellt.
Der Rostocker Orgelbauer Paul Schmidt attestiert der Orgel allerdings schon zwölf Jahre nach der Generalüberholung durch Bünting in einem Gutachten vom 12. August 1763 erhebliche Mängel; u. a. würden die größeren Pfeifen, obwohl bereits mit Riemen angebunden, herausfallen. Schmidt erhielt jedoch keinen Auftrag zur Reparatur.
Der Berliner Ernst Julius Marx wurde am 2. März 1778 vertraglich zum Ausbau der Orgel in St. Jakobi verpflichtet. Marx war zu jener Zeit mit Arbeiten an der Orgel der Marienkirche in Stralsund beschäftigt. Bereits an der dortigen Orgel wurden Marx allerdings unlautere Geschäfte nachgesagt, und auch an der Orgel in St. Jakobi versprach er vertraglich teilweise Verbesserungen und Neubauten, die letztlich ausblieben. Die Umgestaltung der Orgel, die Marx selbst unzutreffend als Neubau seinerseits erklärte, veranschlagte er zunächst mit 2800 Reichstalern, was aber nicht eingehalten wurde.
Die Disposition nach Marx’ Umgestaltung sah wie folgt aus:
| I Unterwerk CD–c3 |     |
| Prinzipal         | 08′ |
| Lieblich Gedackt  | 08′ |
| Quintadon         | 08′ |
| Rohrflöte         | 04′ |
| Nasard            | 03′ |
| Fugara            | 04′ |
| Viola di Gamba    | 04′ |
| Octave            | 02′ |
| Mixtur III        |     |
| Vox humana        | 08′ |
|                   |     |
| Schwebung         |     |
| Sonnenzug         |     |

| II Hauptwerk CD–c3 |     |
| Prinzipal          | 16′ |
| Bordun             | 16′ |
| Octave             | 08′ |
| Gemshorn           | 08′ |
| Viola di Gamba     | 08′ |
| Rohrflöte          | 08′ |
| Quinta             | 06′ |
| Octave             | 04′ |
| Quinta             | 03′ |
| Octave             | 02′ |
| Cornet Disc. III   |     |
| Scharfe Mixtur VI  |     |
| Cimbel IV          |     |
| Trompet            | 16′ |
| Tremulant          |     |

| III Oberwerk CD–c3 |     |
| Prinzipal          | 08’ |
| Große Quintaden    | 16’ |
| Salicional         | 08’ |
| Gedackt            | 08’ |
| Klein Gedackt      | 04’ |
| Octave             | 04’ |
| Quinta             | 03’ |
| Lamento            | 08’ |
| Octava             | 02’ |
| Mixtur V           |     |
| Trompet            | 08’ |

| Pedal CD–d1 |     |
| Prinzipal   | 16′ |
| Subbass     | 16′ |
| (Violon)?   | 16′ |
| Gemshorn    | 08′ |
| Bassflöte   | 08′ |
| Quinta      | 06′ |
| Octav       | 04′ |
| Nachthorn   | 04′ |
| Mixtur V    |     |
| Posaune     | 16′ |
| Posaune     | 08′ |

Die Orgel wurde erst am 1. September 1783, nachdem der Organist Johann Christoph Escherich sowie der zur Abnahme vorgesehene Johann Joachim Meyer aus Wismar diesbezüglich nachgefragt hatten, durch Meyer und die Stralsunder Organisten Anton Friedrich Mahlstädt (St. Marien) und Escherich (St. Jakobi) abgenommen. Dietrich W. Prost beurteilt 1979 das Abnahmeprotokoll von 1783 als in einem „ungewöhnlich schmeichlerische(n) Ton“ abgefasst und mutmaßt, dass Marx die Organisten bestochen habe. Prost urteilt, dass Marx eher eine Instandsetzung als einen Neubau vorgenommen habe, worauf auch die Bauzeit von zwei Jahren deute. Tatsächlich ziehen sich Schriftwechsel zwischen Ernst Marx und dem Provisorat bezüglich Finanz- und Fachfragen noch bis 1787 hin.
Der seit 1792 in Stralsund beheimatete Orgelbauer Christian Erdmann Kindten wurde mit der Pflege aller Stralsunder Orgeln betraut. Nach seinem Tod 1803 übernahm der Instrumentenmacher Weith die Pflege der Orgel in St. Jakobi.
Nachdem Carl August Buchholz die Arbeiten an der Orgel der Marienkirche abgeschlossen hatte, reparierte er die Orgel in St. Jakobi. Zu Himmelfahrt 1829 wurde die Wiedereinweihung des Instruments gefeiert.
Ende der 1860er Jahre war die Orgel jedoch erneut in einem solchen Zustand, dass ein Neubau beschlossen wurde.

### Dritte Orgel (19. Jahrhundert)
Im Jahr 1868 begannen die Verhandlungen zwischen der Kirchgemeinde und dem Senat der Stadt. Am 26. Juli 1870 wurde der Stralsunder Orgelbauer Friedrich Albert Mehmel vertraglich für einen Neubau verpflichtet. Am 10. Mai 1870 reichte Mehmel einen Kostenvoranschlag ein. Er erklärte:

„Ich habe es mir zum Ziel gesetzt, meiner Heimatstadt ein Orgelwerk zu liefern, welches den Orgelwerken größerer Städte ebenbürtig an die Seite gestellt werden kann.“

Mehmel übernahm von der alten Orgel den Prospekt. Da dieser Prospekt eine barocke Werkaufteilung vorgesehen hatte, geriet Mehmel durch diese Entscheidung in größere technische Schwierigkeiten, da seine Disposition einen anderen Werkaufbau vorsah. Die Fertigstellung und Abnahme verzögerte sich mehrfach wegen betrieblicher Schwierigkeiten. Der Endpreis erhöhte sich merklich. Am 7. November 1877 wurde die Orgel von Otto Wangemann begutachtet. Die Disposition sah wie folgt aus:
| I Unterwerk C–f3 |        |
| 1. Abteilung     |        |
| Principal        | 16′    |
| Quintatön        | 16′    |
| Principal        | 08′    |
| Salicional       | 08′    |
| Dolce            | 08′    |
| Portunal         | 08′    |
| Rohrflöte        | 08′    |
| Rohrflöte        | 04′    |
| Fugara           | 04′    |
| Clarinetto       | 08′    |
|                  |        |
| 2. Abteilung     |        |
| Octave           | 04′    |
| Quinte           | 02 ⁄3′ |
| Octave           | 02′    |
| Cornett III–IV   |        |
| Mixtur V         |        |

| II Hauptwerk C–f3 |         |
| 1. Abteilung      |         |
| Principal         | 16′     |
| Principal         | 08′     |
| Oktave            | 04′     |
| Quinte            | 02 ⁄3′  |
| Octave            | 02′     |
| Cornett IV        |         |
| Mixtur IV–V       |         |
| Cymbel III        |         |
| Trompete 08′      |         |
|                   |         |
| 2. Abteilung      |         |
| Bordun            | 32′     |
| Bordun            | 16′     |
| Gemshorn          | 08′     |
| Viola di Gamba    | 08′     |
| Hohlflöte         | 08′     |
| Gedackt           | 08′     |
| Quinte            | 05 1⁄3′ |
| Gemshorn          | 04′     |
| Hohlflöte         | 04′     |
| Fagott            | 16′     |

| III Oberwerk C–f3         |        |
| Gedackt                   | 16′    |
| Geigenprincipal           | 08′    |
| Terpodeon                 | 08′    |
| Vox celeste               | 08′    |
| Flauto traverso           | 08′    |
| Gedackt                   | 08′    |
| Principal                 | 04′    |
| Flauto traverso           | 04′    |
| Flautino                  | 02′    |
| Quintflöte                | 02 ⁄3′ |
| Progressiv-Harmonika II–V |        |
| Hautbois                  | 08′    |

| IV Fernwerk (schwellbar) C–f3 |     |
| Lieblich Gedackt              | 16′ |
| Viol d’amour                  | 08′ |
| Harmonika                     | 08′ |
| Lieblich Gedackt              | 08′ |
| Viol d’amour                  | 04′ |
| Harmonika aetheria I–III      |     |
| Aeoline                       | 16′ |

| Pedal C–d1   |         |
| 1. Abteilung |         |
| Principal    | 32′     |
| Posaune      | 32′     |
| Principal    | 16′     |
| Posaune      | 16′     |
|              |         |
| 2. Abteilung |         |
| Violon       | 16′     |
| Subbass      | 16′     |
| Octavenbass  | 08′     |
| Violoncello  | 08′     |
| Flötenbass   | 08′     |
| Octave       | 04′     |
| Dulcian      | 16′     |
|              |         |
| 3. Abteilung |         |
| Quintenbass  | 10 2⁄3′ |
| Quintflöte   | 05 1⁄3′ |
| Waldflöte    | 02′     |
| Trompete     | 08′     |
| Clairon      | 04′     |

- Koppeln
- Spielhilfen: Sperrventile

In seinem Abnahmegutachten beschreibt Wangemann auch die Klänge der einzelnen Register. Auch Wilhelm Walther gibt in seinen Lebenserinnerungen 1922 eine Beschreibung der von Mehmel geschaffenen Klangfarben:

„(…) Zum Glück hatte der Orgelbauer Mehmel aus Stralsund ein tiefes Verständnis für Klangfarben (…). Z. B. intonierte er in der Ritzebütteler Orgel Prinzipal 16′ 8′ 4′ und 2′ ganz verschieden. Man konnte also diese vier Register abwechselnd benutzen, wenn man nur das Musikstück eine Oktave höher, resp. eine oder zwei Oktaven tiefer spielte.“

Mehmel selbst beurteilte seine Arbeit in St. Jakobi selbstbewusst:

„Ich muß es im vollen Bewußtsein meiner Arbeit aussprechen, daß die Orgel für St. Jacobi sich neben die ersten in Deutschland stellen darf und fürchte ich mich nicht, daß sie in dieser Hinsicht in keinem Punkte zurückstehen und der strengen Beurtheilung die Spitze bieten werde.“

Im Abnahmegutachten Otto Wangemanns beschreibt dieser die einzelnen Register ausführlich. Der beschriebene Winddruck ist dabei sehr niedrig: Im Pedal 36°, im Hauptwerk 34°, in den Nebenwerken 31° und im Fernwerk 27°. Die Orgel besaß Schleifladen, mechanische Traktur mit Barkerhebel und mechanische Registratur. Das Gutachten macht keine Angaben zu Koppeln. Zusammenfassend bemerkt Wangemann über die Orgel Mehmels:

„Die Intonation des gesamten Pfeifenwerks war vorzüglich, die Klangfarben wohlgelungen, so daß kein Orgelwerk bessere Schönheiten aufzuweisen hat. Das gesamte Pfeifwerk stand im Kammerton und war nach der gleichschwebenden Temperatur eingestimmt worden. Die Progression und Disposition der Stimmen war vorzüglich, die Eintheilung in Abtheilungen nur sachgemäß. Der p. Mehmel hat mit Erfolg die schönsten Erfindungen der Neuzeit im Orgelwerk angewandt. (…) Die Kunst des p. Mehmel zeigte sich hier im glänzendsten Licht. Material und Arbeit kan Jeder gut liefern, so intonieren nicht. (…) An Wohllaut und Reichthum der Klangfarben und Intonation gehört diese Orgel zum Schönsten, was ich bisher kennen lernte. (…) Es gereicht mir demnach zur aufrichtigsten Freude, bezeugen zu können, daß obige Orgel zu den schönsten Kunstwerken Deutschlands zählt.“

Dass das Instrument trotz der beschriebenen Eigenschaften nicht berühmt wurde, liegt nach Dietrich W. Prost hauptsächlich daran, dass es zu wenig geeignete Musik dafür gab: Für die (polyphonen) Orgelwerke Johann Sebastian Bachs seien der Klang zu akkordbetont und die Mixturen zu tiefliegend gewesen, für die Werke Felix Mendelssohn Bartholdys der Klang zu massiv, und die Werke Max Regers, die erst 40 Jahre nach Erbauung des Instruments entstanden, verlangten noch stärker verfeinerte Klangabstufungen und Schwellwirkungen. Geeignete Musik kam von Franz Liszt, Julius Reubke oder Josef Gabriel Rheinberger – aber die Stücke seien zumeist nicht sehr bekannt und für die damaligen Stralsunder Organisten – alle hauptberuflich Lehrer und nicht Kirchenmusiker – wohl auch zu schwer gewesen. Es habe somit in Stralsund niemanden gegeben, der das Instrument voll ausspielen konnte.
Nach dem Tod Friedrich Albert Mehmels im Jahr 1888 übernahm sein Sohn Paul Mehmel die Pflege der Orgel. 1890 wurde die Orgel auf den neuen Kammerton umgestimmt. Paul Mehmel nahm einige Veränderungen vor, so die Verbesserung der Windversorgung. Die Vorschläge Paul Mehmels wurden dabei meist von Barnim Grüneberg begutachtet.
Die Balganlage wurde mehrfach verändert und letztlich die erforderliche Windmenge durch den Einbau einer elektrischen Gebläseanlage erreicht.
Nach dem Tod Paul Mehmels übernahm A. Stutz das Geschäft, ihm wurde die Pflege aber schon bald wieder entzogen. Jean Ratzmann und anschließend F. Beyer waren danach mit der Instrumentenpflege betraut.
Im Zweiten Weltkrieg wurden im Jahr 1943 Teile des barocken Schnitzwerks ausgelagert. Dem romantischen Großteil der Orgel wurde wenig Aufmerksamkeit geschenkt. Die von der Baugruppe Keibel des Preußischen Finanzministeriums geleiteten Arbeiten zur Einlagerung gingen mit einer Maßaufnahme, einer zeichnerischen und fotografischen Dokumentation des Gehäuses und einer Mensuraufnahme der barocken Pfeifen des Prospekts einher. Das Orgelwerk selbst wurde nicht dokumentiert und verblieb in der Kirche. Fortan wurde die Orgel geplündert, Metall und Holz wurden durch Diebe entwendet. Das Instrument blieb in der Kirche ungesichert. Der viermanualige Spielschrank fiel in den 1980er Jahren dem Vandalismus zum Opfer.

### Vierte Orgel (21. Jahrhundert)
Im Jahr 1999 stellte die Firma Hermann Eule Orgelbau Bautzen fest, dass die technische Anlage der Orgel im Wesentlichen geschlossen erhalten geblieben sei. Von den 3500 Pfeifen waren weniger als 1000 Pfeifen erhalten geblieben, überwiegend solche aus Holz und die Zungenregister. Der Bestand lasse dennoch eine völlige Rekonstruktion der Orgel möglich erscheinen.

„In der Gesamtheit und in allen Einzelheiten zeigen die vorhandenen Teile der Spielanlage von einer meisterhaften, erstklassigen Qualität in der Auswahl der Materialien und Verarbeitung, in Konstruktion und Erfindungsreichtum und Qualitätsstrenge des Erbauers. Die Anlage stellt ein bedeutendes Zeugnis romantischer Orgelbaukunst dar.“

Die Deutsche Stiftung Denkmalschutz sicherte im Juni 2002 die Finanzierung der vollständigen Wiederherstellung der Orgel in der von Mehmel geschaffenen Form zu. Das Baltische Orgel-Centrum Stralsund betreut auch diese Orgel. Erste Arbeiten zur Wiederherstellung der Orgel waren eine Holzschutzbehandlung und die Einlagerung der losen Orgelteile auf einem Zwischengeschoss über dem Gustav-Adolf-Saal in dem als Kulturkirche genutzten Kirchengebäude.
Im Januar 2012 wurde eine Orgelkommission zur Organisation des Wiederaufbaus gegründet. Beteiligt an der Kommission waren neben der Herbert-Ewe-Stiftung des Bürgerkomitees „Rettet die Altstadt Stralsund“ auch das Baltische Orgel-Centrum und der Förderverein St. Jakobi. Geschätzt wurden Kosten in Höhe von zwei Millionen Euro für die Wiederherstellung der Orgel. Im September 2016 wurden von der Beauftragten der Bundesregierung für Kultur und Medien und der Stadt Stralsund je eine Million Euro für eine Restaurierung des Instruments bewilligt, für die nun etwa 2,8 Millionen Euro veranschlagt wurden. Nach Ausschreibungen im Jahr 2017 sollten die Arbeiten im Jahr 2020 abgeschlossen sein.
Zu Jahresbeginn 2017 legte sich die Orgelkommission darauf fest, das Ziel der Restaurierung der Mehmel-Orgel aufzugeben zugunsten eines Neubaus einer „hochbarocken Orgel“ hinter dem erhaltenen Prospektgehäuse. Die das Projekt ausschreibende Stadterneuerungsgesellschaft Stralsund nahm daraufhin eine Ausschreibung vor.
Der Hauptausschuss der Stralsunder Bürgerschaft beschloss am 11. Juli 2017 mehrheitlich, den Neubauauftrag an den günstigsten Anbieter im Wettbewerb, die Orgelwerkstatt Wegscheider, zu vergeben, die bereits die Buchholz-Orgel der Stralsunder St.-Nikolai-Kirche und die Stellwagen-Orgel in der Stralsunder Marienkirche restauriert und rekonstruiert hatte. In einer öffentlichen Sitzung von Bau- und Finanzausschuss war am 4. Juli 2017 durch die Werkstatt Hermann Eule Orgelbau Bautzen dargestellt worden, dass 51 Prozent des Instrumentes von Mehmel wiederverwendet werden könnten und eine Restaurierung möglich und sehr zu fordern sei. Die Orgelkommission ging hingegen davon aus, dass nur 16 Prozent der historischen Substanz wiederverwendet werden können. Zudem seien die verlorenen Register nicht dokumentiert worden, sodass eine Rekonstruktion der Mehmel-Orgel eine klangliche Neuschöpfung sei. Der Orgelexperte der Firma Eule bestätigte, dass nur neun Prozent des alten Pfeifenbestandes (etwa 300 Mehmel-Pfeifen) erhalten seien. Die Orgelkommission gelangte deshalb zu der Einschätzung:

„Die technische Anlage der Mehmel-Orgel ist als Torso im Grad stärkster Zerstörung erhalten. … Klanglich ist das Instrument verloren, fast sämtliche Metall- und Zungenpfeifen fehlen. Erhalten ist ein Restbestand von großen Holzpfeifen, die stark von Anobien befallen sind.“

Der Neubau bezieht einzelne historische Teile ein, darunter die Windladen und die Mechanik im Pedalwerk I von 1741 und drei Einzelladen und drei Register im hinterständigen Großpedal von 1877. Mehmels Principalbaß 32′ und Offenbaß 16′ sind aus Holz gefertigt, seine Contraposaune 32′ hat durchschlagende Zungen. Die rekonstruierte Traktur geht von den erhaltenen Resten von 1741 aus. Das neue Instrument verfügt insgesamt über 51 Register, die auf drei Manuale und Pedal verteilt sind. Stilistisch orientiert sich das Werk an der Vorgängerorgel des 18. Jahrhunderts von Richter und Marx und bildet wieder eine Einheit mit dem Barockgehäuse.

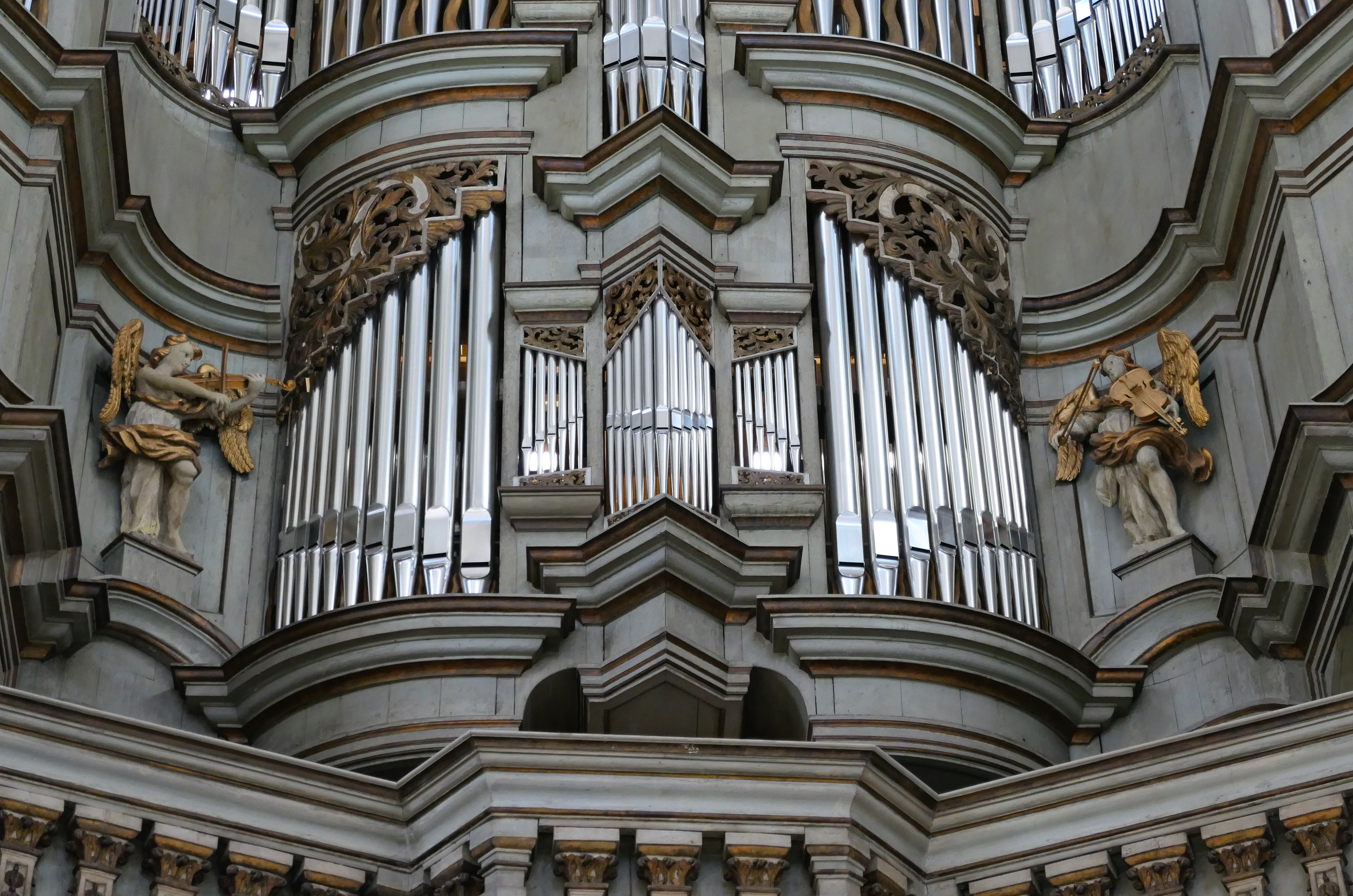
Unterwerk

Die Weihe der neuen Orgel, die letztlich etwa 2,4 Millionen Euro kostete, wurde am 19. September 2020 gefeiert. Kristian Wegscheider, dessen Orgelwerkstatt den Neubau erstellt hatte, nannte die Orgel „eine prächtige, große Bachorgel“. Das Instrument wurde im Februar 2021 als „Denkmal des Monats“ durch die Landesdenkmalpflege Mecklenburg-Vorpommern gewürdigt.

## Disposition seit 2020
| I Unterwerk CD–f3 |        |
| Principal         | 8′     |
| Gedackt           | 8′     |
| Quintadena        | 8′     |
| Octave            | 4′     |
| Traversflöte 0    | 4′     |
| Fugara            | 4′     |
| Nasard            | 3′     |
| Gemshorn          | 2′     |
| Tertia            | 1 3⁄5′ |
| Quinta            | 1 ⁄3′  |
| Mixtur III        |        |
| Hautbois          | 8′     |
| Tremulant         |        |

| II Hauptwerk CD–f3 |     |
| Principal          | 16′ |
| Octave             | 08′ |
| Gemshorn           | 08′ |
| Viola di Gamba 0   | 08′ |
| Rohrflöte          | 08′ |
| Quinta             | 06′ |
| Octave             | 04′ |
| Spitzflöte         | 04′ |
| Quinta             | 03′ |
| Octave             | 02′ |
| Cornett V (ab c1)  |     |
| Mixtur V           |     |
| Cimbel III         |     |
| Trompete           | 16′ |

| III Oberwerk CD–f3 |     |
| Quintadena         | 16′ |
| Principal          | 08′ |
| Flöte              | 08′ |
| Lamento (ab g)     | 08′ |
| Salicional         | 08′ |
| Octave             | 04′ |
| Gedackt            | 04′ |
| Octave             | 02′ |
| Sesquialtera II    |     |
| Mixtur IV          |     |
| Trompete           | 08′ |
| Vox humana         | 08′ |
| Tremulant          |     |

| Pedalwerke C–d1 |       |     |
| Pedalwerk I     |       |     |
| Principal       | 16′   |     |
| Subbass         | 16′   |     |
| Octave          | 08′   |     |
| Bassflöte       | 08′   |     |
| Octave          | 04′   |     |
| Mixtur V        |       |     |
| Posaune         | 16′   |     |
| Fagott          | 16′   |     |
| Trompete        | 08′   |     |
| Schalmey        | 04′   |     |
|                 |       |     |
| Pedalwerk II    |       |     |
| Principalbass   | 32′   | (M) |
| Offenbass       | 16′   | (M) |
| Contraposaune 0 | 32′ 0 | (M) |

- Koppeln: I/II, III/II (Schiebekoppeln), II/P, Koppel Großpedal
- Tremulant, Cimbelstern, Pauke
- Anmerkung:

(M) = Mehmel (1877)
Bei dem relativ seltenen Register „Lamento“ handelt es sich um ein schwebendes Diskantregister; es wurde erstmals 1757 von Christian Gottlieb Richter in Arensdorf gebaut.

## Technische Daten
- 51 Register, 71 Pfeifenreihen
- Gehäuse/Prospekt: Ende 16. Jh. / Richter (1741) / Marx (1783), Schnitzwerk von Müller (1741)
- Windversorgung:
  - 6 Keilbälge (Wegscheider)
  - Magazinbalg für Großpedal (Mehmel, 1877)
- Windladen: Oberwerk (Marx, 1783), Pedalwerk I (Richter, 1741), Pedalwerk II: 3 Einzelladen Großpedal (Mehmel, 1877)
- Traktur:
  - Tontraktur: Mechanisch
  - Registertraktur: Mechanisch
- Stimmung:
  - Wohltemperierte Stimmung (Neidhardt „für eine kleine Stadt“)
  - Tonhöhe a1 = 440 Hz

## Organisten
Die Organisten der drei großen Pfarrkirchen waren im Hauptberuf stets Lehrer, die das Orgelspiel zwar erlernt hatten, dies aber nicht als ausschließlichen Beruf betrieben. Bis 1941 gab es in Stralsund keinen Organisten, der das Orgelspiel mit künstlerischer Zielsetzung erlernt hatte oder betrieb.
- Friedrich Schuck (um 1650)
- Jacob Artmer (um 1750)
- Johann Friedrich Escherich (um 1780)
- Johann Jakob Blechschmidt (um 1790)
- Rudolf Looks (nach 1877)